# ペーダイオス
ペーダイオス（古希: Πήδαιος, Pēdaios）は、ギリシア神話の人物である。トロイアの老臣アンテーノールの子供の1人。長母音を省略してペダイオスとも表記される。ペーダイオスはアンテーノールと妾の子だったが、妻のテアーノーは自分の子を育てるのと等しい愛情でペーダイオスを育てたとされる。その後、成長したペーダイオスはトロイア戦争で戦ったが、ドゥーリキオンの武将メゲースに討たれた。